# Acanthemblemaria betinensis
Acanthemblemaria betinensis es una especie de pez del género Acanthemblemaria, familia Chaenopsidae. Fue descrita científicamente por Smith-Vaniz & Palacio en 1974.
Se distribuye por el Atlántico Occidental: Colombia. La longitud estándar (SL) es de 4,3 centímetros. Los machos de esta especie cuidan los huevos hasta que eclosionan.
Está clasificada como una especie marina inofensiva para el ser humano.